# Ærøskøbing Skole
Ærøkøbing Skole var den kommunale folkeskole i Ærøskøbing indtil 2007, hvor Ærøskøbing skole blev slået sammen med Marstal Skole. Den nuværende skolebygning blev bygget i 1888, tegnet af arkitekten Emil Schwanenflügel fra Odense. I dag ejes bygningen af Ærø Friskole, der blev dannet efter lukningen af Ærøskøbing skole i 2007.  

## Historie
Ærøskøbing skoles historie går helt tilbage til 1300-tallet, hvor Dronning Margrete 1. pålagde Sankt Alberts Kirke at betale til Latinskolen i Ærøskøbing. Hvor denne skole lå, vides ikke, men man ved, at den nedbrændte i 1629. En ny skole blev opført på torvet i Ærøskøbing, nær kirken. Indtil 1740 var den latinskole, men derefter blev den almindelig borgerskole, indtil den blev revet ned i 1789.

### Visdomskilden
Efter den gamle skoles nedrivning blev der bygget en ny skole på torvet. Den blev bygget af snedker Christen Christensen fra Dunkær og Morten Muurmester fra Tranderup. Den nye skole blev døbt ’’Visdomskilden’’. 
Visdomskilden viste sig dog snart at være for lille. Man var derfor nødt til at inddrage en del af lærerens privatbolig. Visdomskilden er i dag indrettet med lejligheder. 
I 1840'erne begyndte man at tale om en ny skole i Ærøskøbing. I 1848 opførte man en ny skole på torvet ved siden af den gamle. Stueetagen i den nye skole blev indrettet som skolelokaler, mens førstesalen blev indrettet til lærerboliger. I 1884 blev der anlagt en gymnastikplads uden for Ærøskøbing til gymnastikundervisningen. Skolen fik efterhånden vokseværk, men man ville ikke bygge nyt allerede igen. Derfor søgte kommunen efter en større bygning, der kunne indrettes som skole. Ærøskøbing Kommune fik fat på en stor bygning i Vestergade i midten af byen, men den viste sig hurtigt ikke at være egnet til skolebrug, og der måtte derfor bygges en ny skole.

### Ærøskøbing skole 1889 – 2007
Den nye skole blev tegnet af arkitekt Emil Schwanenflügel, der også havde tegnet skolerne i Marstal, Tranderup og Skovby. Den stod færdig i 1889. I 1899 blev der ved siden af skolen bygget et gymnastikhus. Før gymnastikhuset blev bygget, havde eleverne haft gymnastikundervisning i et klasselokale på skolen. 
Indtil 1925 var Ærøkøbing Skole en borgerskole, men var derefter både borger- og realskole. 
I 1935-1936 skete den første ombygning af skolebygningen, samtidig med at der blev indlagt centralvarme. Der blev bygget et nyt trappetårn til 1. etage, den gamle bagudgang blev fjernet, og en kælder blev gravet ud til fyrkælder. 
I 1941 forelå der tegninger til indretning af skolekøkken og sløjdlokale på loftet. Disse planer blev på grund af krigen ikke en realitet, men til gengæld fik skolen gravet en ny brønd. Indtil 1956 var der lejlighed til overlæreren, men denne blev i 1956 inddraget til klasselokaler. I 1963 blev sydvestindgangen lukket, og gangarealet i stueetagen blev inddraget til kontor. Der var konstant mangel på lokaler især i 1950’erne og 1960’erne, hvor 14 klasser måtte deles om 10 klasselokaler. Derfor udvidede man skolen i 1963. I den nye fløj indrettedes klasselokaler og sløjdlokale på 1. sal og omklædningsrum til gymnastiksalen i underetagen. 
I 1969 trådte en ny skoleordning i kraft, der betød, at Ærøskøbing skole skulle have elever fra 5.–7. klasse og 8.–10 og 1.– 3. real. Rise Skole tog eleverne fra 1.-4. 
I 1986 skete en total nyindretning af lokalerne på skolen. Arkitekten bag nyindretningen var Allan Havsteen Mikkelsen. 
I 2006 blev Ærøskøbing Kommune og Marstal Kommune slået sammen, og på grund af det lave elevtal i Ærøskøbing Skole blev det besluttet at slå de to store skoler i kommunen sammen. Der var diskussion om, hvordan skolerne skulle slås sammen, men da der var langt flere børn i Marstal og kun et enkelt nyfødt barn i 2006 i Ærøskøbing Sogn, blev det med stor enighed i kommunalbestyrelsen i Ærø Kommune vedtaget, at sammenlægningen skulle ske i Marstal. Dette skete ved skoleårets start i 2007. Samtidig hermed blev der oprettet en friskole af forældre og lærere på Ærøskøbing Skole, og den har i dag nogle lokaler på den tidligere Ærøskøbing Skole.

## Trivia
Ærøskøbing skole blev brugt som location til den danske film Drømmen
54°53′20″N 10°24′32″Ø / 54.88889°N 10.40889°Ø